# Jean Coulmann
Jean Jacques Coulmann est un homme politique français né le 3 janvier 1796 à Brumath (Bas-Rhin) et décédé le 17 septembre 1870 à Paris.

## Biographie
Avocat, il est maître des requêtes au conseil d’État en 1830. Il est député du Bas-Rhin de 1831 à 1834, siégeant dans l'opposition.
Il meurt le 17 septembre 1870 et est enterré au cimetière du Père-Lachaise (40e division).

### Sources
- « Jean Coulmann », dans Adolphe Robert et Gaston Cougny, Dictionnaire des parlementaires français, Edgar Bourloton, 1889-1891 [détail de l’édition]